# Townsendia minuta
Townsendia minuta là một loài ruồi trong họ Asilidae. Townsendia minuta được Williston miêu tả năm 1895. Loài này phân bố ở vùng Tân nhiệt đới.